# Nähtisch

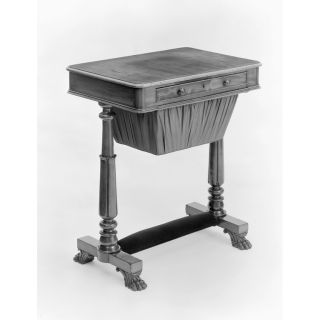
Nähtisch, gebaut um 1840
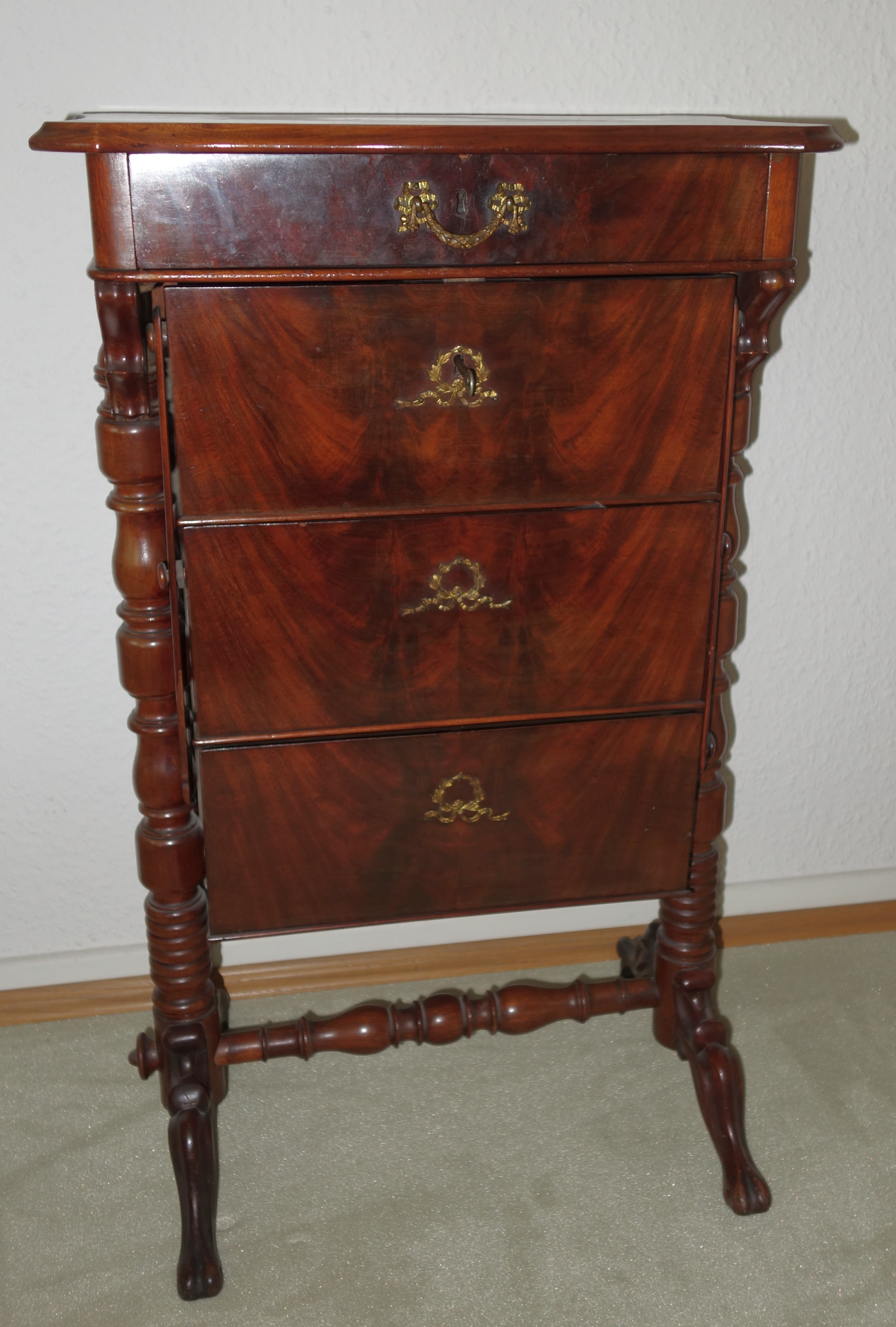
Nähschrank

Ein Nähtisch oder Nähschrank ist ein Beistellmöbel, das in der Regel eine Schublade oder Fächer, beim Nähschrank mehrere, zur Aufbewahrung von Nähutensilien enthält.
Die Nähtische, die nach der Verbreitung der Nähmaschine hergestellt wurden, sind im Allgemeinen so groß, dass eine Nähmaschine darauf Platz findet. Es werden auch Nähmaschinen mit einem Gestell hergestellt, in das die Nähmaschine versenkt werden kann, so dass eine Art Nähtisch entsteht.

## Geschichte
Nähtische kannte man bereits in der Biedermeierzeit, wo sie oft sehr aufwendig gearbeitet waren und ihren Platz im Wohnzimmer hatten, damit sich die Hausfrau dort mit Näh- und Handarbeiten beschäftigen konnte. In einer Zeit, in der Löcher in Strümpfen und auch andere schadhafte Stellen in der Kleidung immer wieder gestopft wurden, hatte dieses Nähutensil noch eine weitaus wichtigere Funktion als in der heutigen Zeit, in der Kleidung durch Kunstfaseranteile billiger und haltbarer geworden ist. Wie Henriette Davidis in ihren Ratschlägen für die praktische Hausfrau am Ende des 19. Jahrhunderts schrieb, sollte, damit die Hausfrau „nicht durch Zusammensuchen und Heranholen von allerlei dazu dienenden Kleinigkeiten Zeit“ verliert, „womöglich von jeder Hausfrau oder vom Manne für einen geräumigen wohleingerichteten Nähtisch gesorgt werden, welcher sicherlich ein höchst nützliches Weihnachts- oder Geburtstagsgeschenk sein würde“. Sie wies darauf hin, dass „um Ordnung darin zu halten, das Abschließen und Bewahren des Schlüssels an einem Bande unumgänglich nothwendig sei“.
Eine Frauenzeitschrift erinnerte 1862 daran, dass früher nicht jede Hausfrau einen Nähtisch oder ein Nähkästchen besaß. Auch zu der Zeit noch begnügten sich viele Bürger- und Bauernfrauen mit einem überpolsterten Ziegelstein oder einem am Esstisch festgeschraubten Nähpültchen, „nichts von all dem üppigen Luxus von edlem Holz, mit Lack und Spiegelglas, nichts von all den Fächern, Kästen und Röllchen, durch welche der modische Nähtisch gewissen Apparaten der Taschenspieler gleicht“. Zum luxuriösen Nähtisch, so wollte es „der Luxus der Zeit - Amerika das Holz und Indien die Politur geliefert hat, an dem Holz und Eisenarbeiter verschiedener Länder und Klassen Hand angelegt haben“.